# Oreocereus trollii
Oreocereus trollii ist eine Pflanzenart aus der Gattung Oreocereus in der Familie der Kakteengewächse (Cactaceae). Das Artepitheton trollii ehrt den deutschen Geografen und Botaniker Carl Troll.

## Beschreibung
Oreocereus trollii wächst mit von der Basis verzweigten Trieben, bildet kleine Gruppen und erreicht Wuchshöhen von bis 50 Zentimetern. Die kurz säulenförmigen, hellgrünen Trieben erreichen Durchmesser von 6 bis 10 Zentimeter und sind dicht von Wolle eingehüllt. Es sind 15 bis 25 stark gehöckerte Rippen vorhanden. Die darauf befindlichen weißen Areolen sind mit bis 7 Zentimeter langer Wolle bedeckt. Die daraus entspringenden Dornen sind gelb, rötlich oder braun. Die kräftigen, pfriemlichen drei bis fünf Mitteldornen sind bis 5 Zentimeter lang und an ihrer Spitze dunkler gefärbt. Die 10 bis 15 Randdornen sind borstenartig.
Die rosafarbenen bis karminroten Blüten sind bis 4 Zentimeter lang. Die Früchte sind kugelförmig.

## Verbreitung, Systematik und Gefährdung
Oreocereus trollii ist in den bolivianischen Departamentos Chuquisaca, Oruro, Potosí und Tarija sowie in der argentinischen Provinz Jujuy in der Puna-Vegetation in Höhenlagen von 3000 bis 4000 Metern verbreitet.
Die Erstbeschreibung als Cereus trollii erfolgte 1929 durch Walter Kupper. Curt Backeberg stellte die Art 1936 in die Gattung Oreocereus. Nomenklatorische Synonyme sind Borzicactus trollii (Kupper) Kimnach (1960), Echinopsis trollii (Kupper) Anceschi & Magli (2013), Pilocereus trollii Kupper (1929) und Borzicactus celsianus var. trollii (Kupper) G.D.Rowley (1986).
In der Roten Liste gefährdeter Arten der IUCN wird die Art als „Least Concern (LC)“, d. h. als nicht gefährdet geführt.

## Nachweise